# Сен-Морей
Сен-Море́й (фр. Saint-Moreil) — коммуна во Франции, находится в регионе Лимузен. Департамент коммуны — Крёз. Входит в состав кантона Руайер-де-Вассивьер. Округ коммуны — Обюссон.
Код INSEE коммуны — 23223.

## Население
Население коммуны на 2010 год составляло 238 человек.
| 1962 | 1968 | 1975 | 1982 | 1990 | 1999 | 2010 |
| ---- | ---- | ---- | ---- | ---- | ---- | ---- |
| 533  | 475  | 354  | 325  | 287  | 292  | 238  |

## Экономика
В 2010 году среди 135 человек трудоспособного возраста (15—64 лет) 82 были экономически активными, 53 — неактивными (показатель активности — 60,7 %, в 1999 году было 53,9 %). Из 82 активных жителей работали 69 человек (38 мужчин и 31 женщина), безработных было 13 (10 мужчин и 3 женщины). Среди 53 неактивных 11 человек были учениками или студентами, 24 — пенсионерами, 18 были неактивными по другим причинам.